# 穷石
窮石，中國古地名，位於今河南省洛阳之南。

## 發展
羿率军从东夷属地鉏迁至有夏氏的属地穷石，与当地的夏人通婚，结好了关系，形成了有穷氏。从而使得羿在夏民的拥护下夺得了夏政。随之太康投奔斟鄩的斟鄩氏。